# Wer kann es wenden?
Wer kann es wenden? ist eine Novelle von Wilhelm Raabe, die 1859 entstand  und im Winterhalbjahr auf das Jahr 1860 in Westermanns Monatsheften erschien. 1862 lag der Text in der Sammlung „Verworrenes Leben“ bei Carl Flemming in Glogau vor. Nachauflagen hat Raabe 1896, 1901 und 1905 erlebt.
Raabe schildert das jämmerliche Leben und Sterben armer Leute in „einer großen Stadt“.

## Inhalt
Das Ende wird vorweggenommen. Röschen Wolke ist gestorben. Der Musikant Heinrich Knispel wacht an ihrem Sarg. Hugo van Hellen ist auf und davon – in die weite Welt hinaus.
Heinrich hatte die Armenschule besucht und verdient ein paar Groschen mit Botengängen, Vogeldressur und als Geiger in einem Vorstadttanzsaal. Kurz bevor Röschens Mutter Hermine stirbt, verspricht er ihr, sich um das Mädchen zu kümmern. Heinrich hält das Versprechen. Röschens Vater, der Schauspieler Emil Wolke, ein Trinker und Publikumsliebling im „Zaubergarten“, ertränkt sich im Fluss. Seine Leiche wird an der Schleuse Unterbaum an Land gezogen.
Röschen ist sterbenskrank und will nicht mehr leben. Auf dem Krankenlager gesteht sie Heinrich, sie habe gegen ihn schwer gesündigt. Heinrich verzeiht ihr. Das Mädchen stirbt.

## Form
Über Brüche: Die Novelle besteht aus fünf Bruchstücken. Bruchstückhaft wird auch das Geschehen vom Ich-Erzähler vorgetragen. Der Leser muss mitdenken. Gegen Ende des Textes zweifelt der Erzähler zwar den Wahrheitsgehalt seiner Geschichte an, doch er behauptet in einem Atemzug: „Es ist so geschehen.“
Dem Leser wird suggeriert, der Erzähler verstehe sein Handwerk: „O was schwatzt der schwarze Fluß in der schwarzen Nacht! Freilich nur bruchstückartig ist, was er erzählt, aber er erzählt gut.“

## Rezeption
Manche Passagen erinnerten an Baudelaire. Die Novelle ist die erste Publikation Raabes, unter deren Titel er seinen wirklichen Namen gesetzt hat. Raabe habe mit der Novelle keinen Erfolg gehabt.

## Interpretation
Raabe habe in der Skizze Motive eines nicht ausgeführten Großstadtromans verwendet. Bei Röschen diagnostiziert Fuld Schwindsucht als Todesursache. Das Mädchen sei verführt worden. Zwar wird im Text über den Übeltäter kein Wort gesagt, aber aus dem Personal der Novelle kommt nur Hugo van Hellen in Frage.
Wenn der Ich-Erzähler die Titel gebende Frage „Wer kann es wenden?“ dauernd repetiert, so kann er nur das Schicksal der dreiköpfigen, zu Tode gekommenen Familie Wolke meinen. Schließlich resigniert er: „Niemand konnte es wenden“.

## Ausgaben

### Erstausgabe
- Verworrenes Leben. Novellen und Skizzen von Wilhelm Raabe. 263 Seiten. Carl Flemming, Glogau 1862 (Die alte Universität. Der Junker von Denow. Aus dem Lebensbuch des Schulmeisterleins Michel Haas. Wer kann es wenden? Ein Geheimnis)[15]

### Verwendete Ausgabe
- Wer kann es wenden? Eine Phantasie in fünf Bruchstücken. S. 475–518. Mit einem Anhang, verfasst von Karl Hoppe und Eberhard Rohse, S. 626–635 in Karl Hoppe (Bearb.), Hans Oppermann (Bearb.): Die Kinder von Finkenrode. Der Weg zum Lachen. Der Student von Wittenberg. Weihnachtsgeister. Lorenz Scheibenhart. Einer aus der Menge. Die alte Universität. Der Junker von Denow. Aus dem Lebensbuch des Schulmeisterleins Michel Haas. Wer kann es wenden? Vandenhoeck & Ruprecht, Göttingen 1992. Bd. 2 (2. Aufl., besorgt von Eberhard Rohse), ISBN 3-525-20164-8 in Karl Hoppe (Hrsg.), Jost Schillemeit (Hrsg.), Hans Oppermann (Hrsg.), Kurt Schreinert (Hrsg.): Wilhelm Raabe. Sämtliche Werke. Braunschweiger Ausgabe. 24 Bde.

## Anmerkung
1. ↑  Raabe meint höchstwahrscheinlich Berlin. Darauf deuten zum Beispiel der Name Unterbaum und zwei andere Namen aus Raabes Berlin-Prosa hin. Erstens wird der Professor Homilius und zweitens die Redaktion des „Chamäleon“ genannt.